# Чалый, Михаил Корнеевич
Михаил Корнеевич Чалый (укр. Миха́йло Корні́йович Ча́лий; 24 сентября 1816, Новгород-Северский, Черниговская губерния, Российская империя — 6 [19] февраля 1907, Киев, Российская империя) — русский педагог, литературовед и общественно-культурный деятель, биограф Тараса Шевченко.

## Биография
Родился в семье обедневших мещан. Учился в Новгород-Северской гимназии вместе с Константином Ушинским. В 1844 году окончил киевский Императорский университет Святого Владимира по словесному отделению.
Один из организаторов воскресных школ для неграмотных в Киеве.
Работал преподавателем в Немировской гимназии, директором гимназии в городе Белая Церковь, затем — директором лицея и гимназии князя Безбородко в Нежине до реформирования учреждения в историко-филологический институт.
На квартире своего приятеля по Немировской гимназии художника Ивана Сошенко познакомился и подружился с Тарасом Шевченко.
Был в числе организаторов похорон Т. Шевченко на Украине, выступил над гробом поэта в Киеве во время перевозки тела Шевченко в Канев.
В 1875 году оставил службу и поселился в Киеве, отдавшись своему любимому занятию литературой, преимущественно упорядочению автобиографических воспоминаний. Результатом этих занятий была его работа «Воспоминания».
Воспоминания М. Чалого, печатались в журнале «Киевская старина» и охватывают более полувековой период. Они принадлежат к лучшим образцам автобиографий, представляют больший исторический и художественный интерес. «Воспоминания» ярко рисуют быт дореформенной русской школы, в частности, новгород-северской гимназии.
В 1882 году Чалый опубликовал книгу «Жизнь и произведения Тараса Шевченко», принесшую ему широкую известность в украинских кругах. Эта книга содержала наиболее полное для своего времени жизнеописание о великом поэте и глубокую характеристику его творчества, книга долгое время считалась лучшей биографией Кобзаря.
В том же году начал выходить журнал «Киевская старина» и М. Чалый стал её постоянным сотрудником. Кроме «Воспоминаний» отредактировал несколько статей и воспоминаний о Тарасе Шевченко и Пантелеймоне Кулише, переписку одного и другого. В 1897 была напечатана его статья «Юные годы П. А. Кулиша». Из отдельных публикаций перу Чалого принадлежат брошюры «Записки украинца о польском восстании 1863 года» и биографические очерки «Андрей Иванович Дикой» и «Иван Максимович Сошенко».
За свою многолетнюю педагогическую деятельность Михаил Корнеевич дважды был награждён: орденом Святого Станислава 2-й степени (1864) и орденом Святого Владимира 3-й степени (1874).
Умер в Киеве 6 (19) февраля 1907 года. Похоронен на Байковом кладбище.
В 1961 году в Киеве в его честь названа улица.